# Жарново (Голеньовський повіт)
Жарново (пол. Żarnowo, нім. Altsarnow) — село в Польщі, у гміні Степниця Голеньовського повіту Західнопоморського воєводства.
Населення — 431 особа (2011).

## Демографія
Демографічна структура станом на 31 березня 2011 року:
|          | Загалом | Допрацездатний вік | Працездатний вік | Постпрацездатний вік |
| -------- | ------- | ------------------ | ---------------- | -------------------- |
| Чоловіки | 228     | 45                 | 166              | 17                   |
| Жінки    | 203     | 47                 | 122              | 34                   |
| Разом    | 431     | 92                 | 288              | 51                   |